# Provincie Cuneo
Cuneo (Provincia di Cuneo) je provincie v oblasti Piemont. Sousedí na severu s provincií Torino, na východě s provincií Asti, na jihu s provinciemi Imperia a Savona a na západě s Francií. Je jednou z největších italských provincií.

## Okolní provincie
| Růžice kompasu |                 | Torino  | Asti   | Růžice kompasu |
| Růžice kompasu | Sever           |         |        | Růžice kompasu |
| Růžice kompasu | Provincie Cuneo |         |        | Růžice kompasu |
| Růžice kompasu | Jih             |         |        | Růžice kompasu |
| Růžice kompasu |                 | Imperia | Savona | Růžice kompasu |